# Edvard Erdmann
 Ikke at forveksle med Eduard Erdmann.
Edvard Erdmann (født 31. oktober 1840 i Stockholm, død 8. september 1923 sammesteds) var en svensk geolog, søn af geologen Axel Erdmann, bror til filologen Axel Erdmann, far til kunstneren Axel Erdmann.
Efter at have studeret ved det teknologiske institut ansattes Erdmann 1861 ved "Sveriges geologiska undersökning" og udnævntes 1870 til statsgeolog, hvilken stilling han fratrådte 1910. Særlig har Sveriges kvartæraflejringer været genstand for hans undersøgelser, og han har udgivet en række geologiske kort med tilhørende kortbladsbeskrivelser. Af hans andre arbejder må fremhæves Beskrifning öfver Skånes stenkolsförande formation (1872) og De skånska stenkolsfälten och deras tillgodogörande (med atlas 1915).